# Płońsk
Płońsk è una città polacca del distretto di Płońsk nel voivodato della Masovia. Ricopre una superficie di 11,6 km² e nel 2006 contava 22 258 abitanti.

## Amministrazione

### Gemellaggi
- Volgograd, dal 2008[1]
- Notaresco, dal 2008[2]